# Осада Эривани (1808)
Осада Эривани, столицы Эриванского ханства, проходила с октября по декабрь 1808 года, во время Русско-персидской войны (1804—1813).

## Предпосылки
Несмотря на то, что внешне Каджары всё ещё стремились к миру с Россией, с наступлением весны вновь началась война. Гудович получил информацию о том, что Иран направил гонцов к лезгинам и бакинским мусульманам для поднятия восстания против русских. Не доверяя переговорам и опасаясь ещё одного ирано-турецкого вторжения, Гудович перевёл с Кавказской линии Борисоглебский уланский полк и расположил свою армию в трёх главных пунктах: в Соганлыхе, в восьми милях от Тифлиса, в Карабахе у Барды, и в деревне Хамамлы, на пути между Карсом и Эриванью, в Памбаке. Сосредоточение русских войск в последнем пункте встревожило нового османского сераскера Осман Пашу. Несмотря на то, что Россия ещё не заключила официального мира с Османской империей, стороны согласились прекратить боевые действия. По этой причине он написал Гудовичу письмо, в котором спрашивал о причинах подобного поведения.
Аббас Мирза, опасавшийся нападения русских на Эривань, послал своих людей для обороны крепости и сбора провизии. Они наполнили водой ров вокруг крепости и запретили экспорт соли в Россию. Новый сардар Эривани Хусейнгулу Хан Каджар собрал своих людей и разбил лагерь возле Апарана, дожидаясь подхода наследного принца с войском в 12 000 человек. Тем временем, Аббас Мирза отправил посланника в Тифлис, предположительно, для обсуждения судьбы ряда сёл в Карабахе, но в реальности для того, чтобы разузнать, не изменил ли Гудович свои условия для заключения мира. Гудович задержал посланника, но 6 апреля 1808 года отправил свой ответ с подполковником бароном де Вреде с письмами Аббас Мирзе, Мирзе Бозоргу и Мирзе Шафи, спрашивая в последний раз, согласны ли они подчиниться требованиям России. Он также отправил записку генералу Гардану, прося того поставить в известность шаха, что заключённый между Россией и Францией союз препятствовал последней выполнять свои обязательства по Финкештейнскому договору. Гудович, получивший от императора инструкции добиваться прекращения боевых действий до начала любых переговоров о мире, предлагал заведомо невыполнимые условия. Его поведение соответствовало агрессивному поведению русских официальных лиц в отношении Ирана, несмотря даже на то, что прекращение огня было бы выгодно России. Представляется, что игнорировался тот факт, что принятие этих условий Ираном означало бы не только полное поражение, но и отделение от Ирана богатых провинций, населённых в основном мусульманами-шиитами.

Ответ Аббаса Мирзы чётко обозначал государственную позицию:
«Мы получили письмо, привезённое подовником бароном де Вреде. Вы утверждаете, что реки Кура, Араз и Арпа формируют собой прямую линию, созданную самим Всевышним в качестве границы между двумя государствами. Вашему Превосходительству хорошо известно, что на протяжении многих лет граница между Ираном и Россией проходила по прямой линии, сформированной Моздоком и окружающими его реками… Вы также утверждаете, что Иран получает незначительный доход с занятых вами провинций и что Иран не должен рисковать дружбой с Россией ради таких проблемных областей. Мой ответ таков: если эти земли являются такими проблемными, то не лучше ли оставить их в руках у бывших владельцев, а не оккупантов? Вы также утверждаете, что наш двор отказывается отправить посла к вашему двору. Мы бы никогда не отказались бы от отправки посла, если бы ваш двор демонстрировал благосклонность в отношении нас… Вы также утверждаете, что Россия сосредоточила свои войска, поскольку в прошлом Грузия страдала от набегов со стороны иранцев и дагестанцев, которые парализовали торговлю в регионе. Я прошу Ваше Превосходительство обратиться к своей совести и ответить — стоят ли беззакония некоторых иранских подданных разрыва нашей дружбы и нарушения наших границ? Вы также утверждаете, что поскольку Франция заключила с Россией союз, то она не сможет сдержать данное Ирану обещание. Но сей факт вовсе не говорит о том, что наше правительство не будет защищать свои владения… Мы дали указание нашему послу в Париже Аскер Хан Афшару обратиться к французскому императору и к вашему послу в Париже графу Толстому о заключении договора между Ираном, Францией и Россией. Посол Франции в Тегеране генерал Гардан Хан обратился к вашему послу, подовнику барону де Вреде, и французскому послу в Санкт-Петербурге Коленкуру о прекращении боевых действий сроком на один год…».
21 мая, узнав о том, что Аббас Мирза вместе с Хасан Ханом, братом Хусейнгулу Хана Эриванского, собрал в Эривани 5000 пехоты и 5000 кавалерии, Гудович начал собирать в Соганлыхе авангард своей армии, состоявший из двух батальонов пехоты и одного казачьего полка. Он испытывал недостаток в боеприпасах и начал запрашивать отправку дополнительного контингента. С Линии ему отправили 2000 человек милиции, из которых 1000 человек были направлены оборонять Баку и Каспийское побережье. В целях защиты Гюмри в направлении Ахалцихе, Карса и Эривани, генерал-майору Несветаеву и его батальонам из 9-го егерского и казачьего полков было приказано укрепить свои оборонительные позиции. Генерал-майор Небольсин с войсками из Троицкого, 17-го егерского и казачьего полков должен был оборонять Шушу и Гянджу.

## Силы сторон

### Русская армия
Херсонский гренадерский полк (40 офицеров и 1467 нижних чинов)
Нарвский драгунский полк (23 офицера и 539 нижних чинов)
Борисоглебский уланский полк(21 офицера и 449 нижних чинов)
Кавказский гренадерский полк (44 офицера и 1660 нижних чинов)
Саратовский мушкетерский полк (13 офицеров и 555 нижних чинов)
Тифлисский мушкетерский полк (11 офицеров и 463 нижних чинов)
батальоны 9-го егерского полка (26 офицеров и 667 нижних чинов)
15-го егерского полка (29 офицеров и 1004 нижних чинов)
20-й артиллерийской бригады (17 офицеров и 467 нижних чинов)
Донского казачьего полка
Денисова (9 офицеров и 401 нижних чинов)
2-го Донского казачьего полка Ребрикова (7 офицеров и 315 нижних чинов)
Линейных казаков
грузинские добровольцы
тюрки (совр. азербайджанцы) из Газаха и Шамшадиля
Армия Небольсина: 3130 человек
Троицкий полк (54 офицера и 2104 нижних чинов)
17-й егерский полк (18 офицеров и 716 человек)
Донской Казачий полк Попова (6 офицеров и 232 нижних чина).

## Начало боевых действий
14 июля 1808 года Гардан отправил послание Гудовичу о том, что Каджары желают отправить посла в Санкт-Петербург с тем, чтобы организовать мирную конференцию в Париже. По иронии судьбы, в тот же день Гудович в своём письме Аббасу Мирзе вновь повторил позицию России. Гудович, хорошо знавший о том, что император не согласится на встречу в Париже, начал подготовку к своему вторжению в Эривань. С целью воспрепятствования иранским разведчикам обнаружения позиций своих войск, Гудович запретил иранским караванам проезд через регион. Он издал указ о том, что границу дозволяется пересекать только официальным придворным лицам от Аббаса Мирзы или Мирзы Бозорга. С целью ослабления иранской кавалерии, зависевшей от фуража, Гудович решил начать свою кампанию в середине осени. Он послал свой ответ на возражение Аббаса Мирзы о том, что естественной границей между двумя государствами является Моздок. 18 сентября Гудович начал движение со своей армией из Соганлыха по направлению к Эривани.

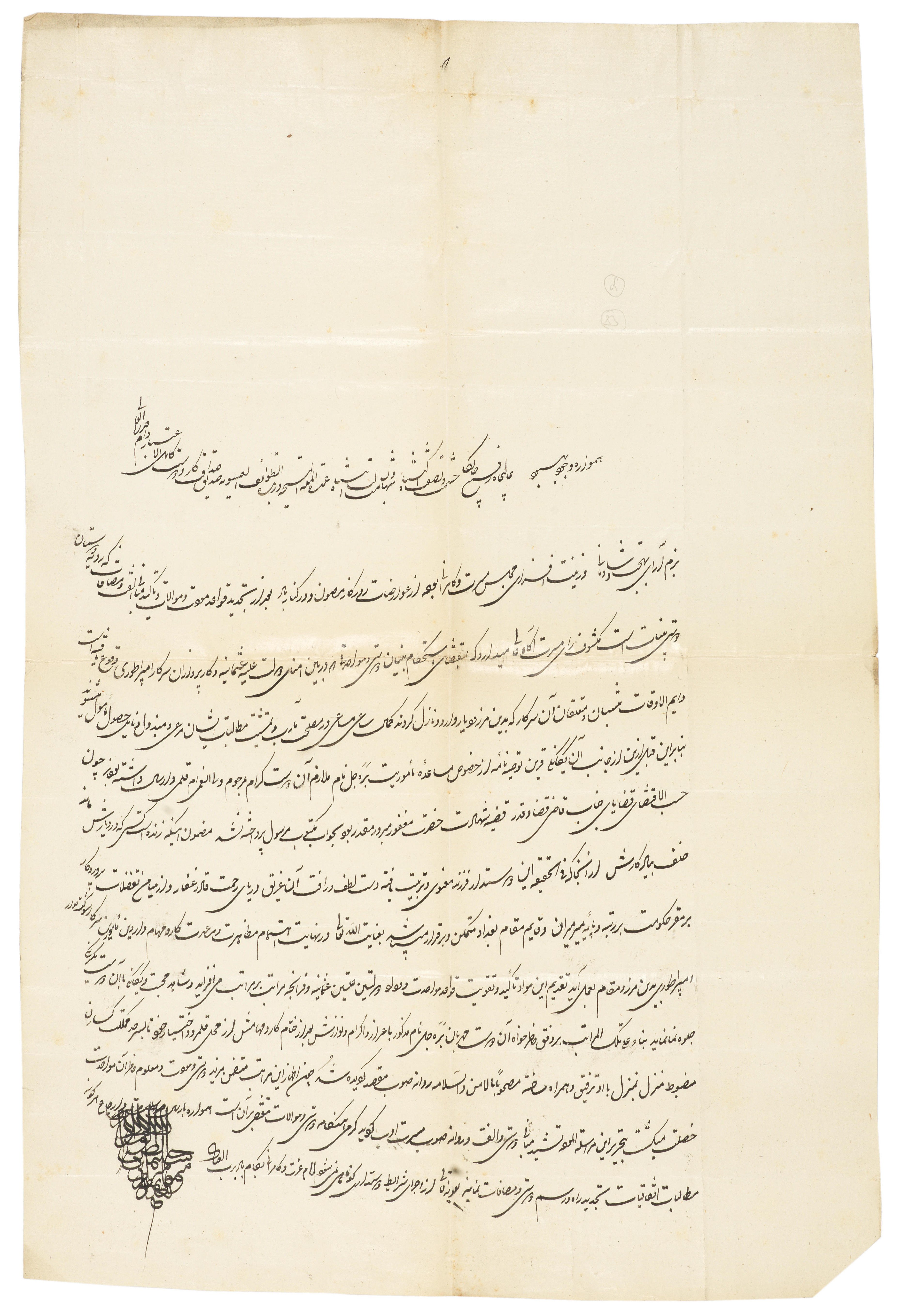
Фирман Фатали Шаха Каджара генералу Гардану, в котором, написаны предполагаемые военные операции против русских, и указание на то, что шах ожидает скорого доклада Гардана о прекращении боевых действий и захвате фельдмаршала Гудовича в декабре 1808 года

Согласно русским источникам, Гудович пересёк реку Лори и прибыл в Памбак 21 сентября. Портнягину было приказано подготовить провизию в Караклисе. С целью не дать возможности шаху двинуть на Эривань свою армию и взять русских в окружение, как он уже делал во время осады со стороны Цицианова, Гудович приказал Небольсину наступать на Нахичевань и взять его до осады им (Гудовичем) Эривани. 7 октября 1808 года Гудович достиг границы, имея под командованием 240 офицеров и 7506 солдат. 8 октября он вторгся в Эриванское ханство и достиг села Апаран, где он столкнулся с каджарским отрядом в 500 человек, которые отступили и сообщили Хусейнгулу Хану о вторжении русских. Хусейнгулу вместе с 4000 кавалерии занял позицию на высотах у села Аштарак, но 10 октября отступил в направлении Эчмиадзина. Гудович следовал за ним до монастыря, где армянское духовенство приветствовало русских. В целом, армянское население считало Русскую армию своими спасителем и всячески старалось помогать ей.
Хусейнгулу продолжил своё отступление по направлению к Эривани, сжигая на своём пути все посевы хлеба и фуража и уводя крестьян в горы. С окружавших город садов были собраны все фрукты, предположительно, что бы ослабить противника. Однако согласно письму Аббаса Мирзы знати Кахетии, Хусейнгулу Хан на своём пути убил 6000 русских и захватил несколько пушек. Он также утверждал, что принц Александр в сопровождении двух грузинских вельмож прибыл в Тебриз, и что он, получив войска, направляется в Тифлис. Тем временем, несмотря на Тильзитский мир, французские офицеры подготавливали Эриванскую крепость к защите путем возведения оборонительных сооружений на парапете и установки мин. На крепостном вале были помещены большие камни и брёвна для того, чтобы сбрасывать их на русских, если те попытаются взобраться на стену. Большая часть населения, в особенности армяне, была выслана южнее Аракса. Аббас Мирза расположился со своей армией в Хое. Принц приготовил большое количество палаток для ожидавшегося прибытия из Эрзурума османского сераскера Осман Паши для совместной атаки русских.

## Осада
Гудович задержался на два дня в Учкилисе, где он оставил повозки и больных под охраной из 180 человек, и две полевые пушки. 15 октября русские были в двух милях от Эривани. 16 октября Гудович отправил к жителям Эривани воззвания, в которых гарантировалось, что в случае мирной сдачи города все жители и их имущество останутся нетронутыми и каджарскому гарнизону будет предоставлен свободный выход для отступления. Он требовал ответа к утру следующего дня.
Ответа так и не последовало. Хусейнгулу Хан оставил в крепости отряд в 3000 человек под командованием своего брата Гассан хана (по прозвищу Сары Аслан) и взял с собой оставшуюся часть войска в село Веди у реки Гарни, находившееся на господствовавших над крепостью высотах. Гудович послал для преследования Хусейнгулу Хана генерал-майора Портнягина с тремя батальонами из Тифлисского и 15-го егерского и четырьмя эскадронами Нарвского драгунского полка. Узнав, что хан отступил по направлению к границе Нахичевани, Портнягин вернулся в лагерь у Эривани. Тем временем, Гудович издал ещё одно воззвание, требуя от крестьян вернуться в свои сёла, не опасаясь преследования.
19 октября, не получив ответа, Гудович приказал полковнику Симановичу взять по одному батальону из Тифлисского, Кавказского, 9-го и 15-го егерского ов, перейти Грузинскую дорогу и занять предместья. Батальону из Херсонского гренадерского полка под командованием майора Бухвостова было приказано занять сады. На следующий день каджарская армия, не заметившая выдвижения Симановича и полагавшая, что отряд Бухвостова является главным наступающим отрядом русских, расположилась на ближайшем к садам холме, и направила весь огонь на находившихся там русских. Бухвостов не наступал, поскольку ожидал прибытия войск из 15-го егерского полка, линейных казаков, Тифлисского и Кавказского полков. Иранцы в ходе боя были вытеснены с холма обратно в крепость. Сады были заняты, и Саратовский мушкетерский полк под командованием майора Борщова перешёл на левый берег реки Занги (Раздан) и занял находившийся вблизи крепости холм Муханат. Здесь они установили две батареи мортир, одну на расстоянии примерно 400, а вторую — на расстоянии примерно 500 футов от крепостной стены.
На следующий день полковник Симанович занял караван-сарай, мечеть и другие посты за пределами цитадели. Он расширил свои укрепления до реки Занги, разместил там батарею полевых пушек и начал возводить над рекой мост. Таким образом, Эриванская крепость оказалась окружена со всех сторон. Две батареи — одна у мечети и одна на холме — были готовы начать бомбардировку стен. С целью остановить любые подкрепления со стороны иранцев и атаки с юго-западного направления, то есть с направления Шарур-Нахичевань, Гудович держал драгунов и казаков, а также грузинских и азербайджанских (в источнике — «татарских») добровольцев, вблизи своей штаб-квартиры. Его решение оказалось верным, поскольку Хусейнгулу Хан, находившийся у границы Нахичевани, между реками Гарни и Веди, выдвинулся в направлении Эривани. Гудович приказал 200 солдатам из 15-го егерского, четырём эскадронам из Нарвского драгунского и 200 линейным казакам под командованием подполковника Подлуцкого вытеснить хана за реку Аракс. Вдобавок к ним присоединились 700 татарских (совр. азербайджанцы) всадников под командованием генерал-майора князя Орбелиани. Хусейнгулу Хан бежал через реку Аракс, оставив большую часть своего багажа.
29 октября, посчитав, что бегство хана ослабит решимость защитников крепости, Гудович потребовал от Гассан хана положиться на великодушие русского императора и сдать город. Несмотря на то, что Гудович сообщал Гассан хану о взятии города Нахичевань, и что если тот сдастся, то будет назначен новым ханом Эривани, ответ со стороны последнего свидетельствовал о его лояльности:
«Вы пишете, что поскольку вы разбили нашу армию, то я должен сдать Эриванскую крепость. С того момента, как я вошёл в Эриванскую крепость, я распрощался с надеждами на какую-либо помощь извне. Хвала Всевышнему, я не нуждаюсь в подобной помощи. Вы также указываете на то, что ваши пушки сбили некоторые из наших пушек на крепостном вале. Должно быть, поступившие к Вам известия из Нахичевани такие же ложные… Те, кто крепко сидят в крепости, как было доказано защитниками Ахыркалака, всегда смогут продержаться. Вы пишете, что планируете штурмовать крепость. Защитники готовы принести в жертву свои жизни. Мирза Бозорг и Мирза Шафи направили нам приказы шаха оборонять крепость, и мы это сделаем».
На второе требование Гассан хан дал следующий ответ:
«В ответ на ваше требование, чтобы я добровольно сдал крепость и что взамен Вы дадите мне Эриванское ханство, я должен поставить Вас в известность, что только шах может пожаловать мне ханство. Если Вы считаете, что подобный акт подчинения достоин похвалы, то в таком случае я предлагаю Вам то же самое. Если Вы подчинитесь шаху и согласитесь служить повелителю Ирана, то получите Эриванское ханство, вилаят Тебриз и многое другое».
Воспользовавшись затруднительным положением Гудовича, 3500 всадников под командованием Фараджуллы Хана двинулись на Эривань. Гудович приказал Портнягину с одним батальоном Кавказского гренадерского, 100 человек из 9-го и 15-го егерских полков и 50 человек донских казаков присоединиться к Подлуцкому и Орбелиани и оттеснить подкрепления от Эривани. 5 ноября Портнягин в результате тяжёлого боя вытеснил отряд Фараджуллы Хана за реку Аракс к ручью Кара-су и расположился лагерем у села Шади.
Тем временем, выполнявший приказ Гудовича Небольсин, в сопровождении Лисаневича и Котляревского, испытывал трудности с преодолением заснеженных гор и не сумел вторгнуться в Нахичевань к тому моменту, когда русская армия достигла Эривани. Однако он не сталкивался с каким-либо сопротивлением с того дня, как он покинул Карабах, и до того времени, как он оказался в 12 милях от Нахичевани. Здесь, у села Карабаба, русских атаковал Аббас Мирза с 3000 пехоты, 12 000 кавалерии, 12 пушками и 60 замбураками. Несмотря на то, что у Небольсина было всего 78 офицеров и 3052 нижних чина с 9 полевыми пушками, он сумел отбить атаку иранцев и заставил Аббаса Мирзу отступить в направлении Нахичевани, а оттуда через реку Аракс. Отступление было столь неорганизованным, что наследный принц оставил позади своих раненых. 13 ноября русские, к которым присоединился сын нахичеванского хана, Шейхали-бек, захватили Нахичевань. Узнав, что Небольсин взял город, Гудович приказал ему поставить в известность жителей о том, что всё ханство должно подчиниться русскому императору. Шейхали-бек, надеявшийся быть назначенным ханом, сотрудничал с Небольсиным, поставляя ему провизию и другие предметы первой необходимости.
Заблокировав все попытки каджарской армии прийти на помощь осажденным в Эривани, Гудович продолжил свою осаду. С целью отрезать крепость от снабжения водой, русские перенаправили канал Демирбулаг в открытое поле. Поскольку он являлся единственным источником воды в крепости, каджарская армии была вынуждена брать воду из реки Занги под огнем русских пушек. Несмотря на то, что русская бомбардировка также повредила часть стены, бастионы, усиленные французскими инженерами и оборонявшиеся защитниками под командованием Гассан хана, не давали русским возможности завладеть цитаделью.
В течение этого периода в ставку Гудовича вблизи Эривани прибыл посланник от Гардана, Феликс Лаярд, с письмами от Гардана, Аббаса Мирзы, Мирзы Бозорга и Мирзы Шафи. Гардан предупреждал Гудовича, что его вторжение поставит под угрозу франко-русские отношения. В других письмах говорилось о стремлении к встрече и условиях мира. Гудович вновь повторил русские требования, которые так или иначе должны были обеспечить победу Российской империи и принести ему славу.

## Штурм
Осознавая приближение зимы и ожесточенное сопротивление защитников крепости, Гудович в итоге проигнорировал письма Гардана и иранцев, и 28 ноября решил штурмовать крепость. Он разделил свою армию на четыре колонны, с пятой в резерве. Первая состояла из 1100 человек под командованием командира дивизии генерал-лейтенанта барона Розена и Симановичем. Во второй, под командованием майора Новицкого, было 508 человек. В третьей, под командованием капитана Челышева, было 732 человека. В четвёртой, под командованием майора Борщова, было 645 человек. Остальные находились в резерве при ставке Гудовича. Первая колонна должна была наступать к бреши в крепостной стене, вторая — атаковать северо-восточный выступ крепости, третья — южный выступ, а четвёртая — пересечь реку Занги и атаковать большую угловую башню. Войскам было приказано быстро подойти к стене, приставить лестницы и взобраться на крепостной вал. Им было запрещено стрелять до тех пор, пока они не поднимутся на стену. Войскам было запрещено стрелять в женщин, детей и армян, а также было приказано воздерживаться от грабежа.
29 ноября, в 5 часов утра, три свистка ознаменовали сигнал к атаке. Иранцы ответили плотным ружейным и пушечным огнём по наступающим. Первая колонна попала под такой плотный огонь, что не достигла своей цели и была разгромлена. Симанович был тяжело ранен и сменён майором Билазковым, который также получил ранение. Несмотря на то, что вторая колонна достигла стены, она была вытеснена обратно огнём каджарской армии, и майор Новицкий получил тяжёлое ранение. Командование принял на себя подполковник Булгаков из Борисоглебского уланского полка, но он также был ранен и вскоре скончался. Несмотря на то, что некоторым из русских удалось пройти через брешь в стене, они были окружены иранцами и выбиты обратно, поскольку резервные войска не смогли подойти из-за плотного огня иранцев. Третья колонна сумела подойти к стенам, но 35-футовые лестницы оказались слишком короткими для того, чтобы забраться на стену.
Гудович был вынужден дать приказ об отступлении, и войска отступили на свои прежние позиции, понеся огромные потери. Он отказался взять на себя ответственность и обвинил в своём провале использование новой тактики со стороны Каджаров, а также бомб и мин со скрытыми взрывателями.
Потери русских войск составили как минимум 743 человека (279 убитыми и 464 ранеными); некоторые полки были полностью выкошены. Однако вместо того, чтобы отказаться от дальнейших попыток, Гудович послал угрожающие письма защитникам крепости и продолжил свою осаду на протяжении ещё двух недель. Наконец, узнав, что сильный снегопад затруднил передвижение его посыльных в Тифлис, он решил снять осаду и вернуться в Тифлис до того, как дороги станут непроходимыми.

### Каджарская версия
Каджарские летописцы утверждают, что, когда Гудович узнал о том, что шах вернулся в Тегеран, то он собрал большое войско и, несмотря на холодную погоду и снег, двинулся на Эривань. Он послал генерала Небольсина с войсками и артиллерией в сторону Нахичевани. К стоявшему в Чорсе Аббасу Мирзе с Амануллой Ханом Хамаданским (Хамсейским) и его 2000 конниками присоединились Исмаил Хан Каджар и Фараджулла Хан. В то же время, Садик Хан Каджар со своими афшарскими конниками выдвинулся в направлении Шарура. Несмотря на то, что сардар Хусейнгулу Хан пытался остановить наступление Гудовича на Эривань, он был вынужден отступить из-за нехватки войск. Русские достигли села Карабаба и вступили в сражение с Аббас Мирзой. С обеих сторон было убито примерно по 1000 человек, включая получившего два ранения полковника Мухаммед-бека. Русские сумели захватить две или три пушки и двинулись на Нахичевань, в то время как Садик Хан сошёлся с русскими в Шаруре и не смог проследовать в Эривань. Аббас Мирза пересёк реку Аракс и послал Алигулу хана Каджара и юзбаши Ибрахим Хана атаковать русских в Нахичевани.
Гудович достиг Эривани и осадил крепость с четырёх сторон. Его артиллерия открыла по городу огонь, и часть крепостной стены была повреждена. В ночь 28 ноября русские попытались взобраться на стену. Гассан хан, Калбали Хан Сипанлы-Каджар, Ашраф Хан Демавенди и Мирза Алинаги Хан обороняли бастионы и не дали русским ворваться в крепость. Сражение длилось всю ночь, около 3000 русских солдат и офицеров были убиты и 2000 ранены. 11 декабря Гудович отступил в Грузию, преследуемый сардаром Хусейнгулу Ханом и Исмаил Ханом Каджаром, которым удалось убить некоторое количество русских солдат и захватить провиант. Многие солдаты погибли от холода.

## Дальнейшие события
В ночь на 11 декабря все раненые были доставлены в лагерь за пределами Эривани. На следующий день туда же были отозваны со своих позиций и оставшиеся войска. Пробиваясь через снегопад, 18 декабря армия вернулась в Тифлис. Снегопад в реальности помог Гудовичу, поскольку в отличие от кампании 1804 года, его войска не подверглись нападению на обратном пути в Тифлис. Решив отступить от Эривани, 5 декабря Гудович приказал Небольсину оставить Нахичевань и вернуться в Гянджу. При этом он добавлял, что любой желающий уйти вместе с русскими войсками мог присоединиться к ним. После того, как 13 декабря Небольсин оставил город, в него вернулся Аббасгулу Хан со своей кавалерией. Он послал своего сына с отрядом в 3000 человек преследовать Небольсина. Утром 17 декабря у села Карабаба Небольсин также был атакован Аббас Мирзой с 30 000 человек и 20 замбураками. Битва длилась до позднего вечера и завершилась победой русских войск. 20 декабря Небольсин, выполняя приказ Гудовича, вернулся в Карабах.

### Книги
- George A. Bournoutian. From the Kur to the Aras. A Military History of Russia’s Move into the South Caucasus and the First Russo-Iranian War, 1801–1813. — Brill, 2021. — 318 p. — (Iran Studies, vol. 22). — ISBN 978-90-04-44516-1. — ISBN 978-90-04-44515-4.
- Bournoutian, George A. The Khanate of Erevan Under Qajar Rule: 1795-1828. — Mazda Publishers, 1992. — ISBN 978-0939214181. Архивная копия от 26 января 2022 на Wayback Machine